# 7019 Tagayuichan
7019 Tagayuichan è un asteroide della fascia principale. Scoperto nel 1992, presenta un'orbita caratterizzata da un semiasse maggiore pari a 2,3639996 UA e da un'eccentricità di 0,1572804, inclinata di 11,41442° rispetto all'eclittica.
L'asteroide è dedicato all'omonima mascotte della città giapponese di Taga, nella Prefettura di Shiga.